# Renata Manterola
Renata Manterola (2 de mayo de 1995) es una actriz y modelo mexicana. Es conocida por el papel de Vanesa Cruz en la telenovela La reina soy yo. Actualmente, integra el reparto de El señor de los cielos.

## Carrera
Su debut tuvo lugar el año 2016 en la serie Un día cualquiera, representando a Lorena. Trabajó en la telenovela 3 familias (2017), en el rol de Fer del Pedregal. Al año siguiente, tuvo su primera experiencia en cine con el corto Pusilánime. En 2019, asistió a los Premios TVyNovelas, e interpretó a Vanesa en la ficción televisiva La reina soy yo. Después, se unió al elenco de la séptima temporada de El señor de los cielos como Luzma Casillas, luego que Gala Montes, quien interpretaba al personaje, tuviera diferencias con la producción y renunciara a la telenovela.
Además de su carrera como actriz, se ha desempeñado como modelo para marcas de ropa y maquillaje.

## Filmografía

### Televisión
| Año       | Programa               | Rol                       | Canal         | Ref.              |
| --------- | ---------------------- | ------------------------- | ------------- | ----------------- |
| 2016      | Un día cualquiera      | Lorena                    | Azteca Trece  | [ 1 ]             |
| 2016      | Un día cualquiera      | Sugar Babie               | Azteca Trece  | [ 3 ]             |
| 2017      | 3 familias             | Fernanda Fer del Pedregal | Azteca Trece  | [ 1 ] [ 3 ]       |
| 2019      | La reina soy yo        | Vanesa Cruz               | Las Estrellas | [ 1 ] [ 2 ]       |
| 2019-2023 | El señor de los cielos | Luz Marina Casillas       | Telemundo     | [ 2 ] [ 3 ] [ 4 ] |
| 2022      | Oscuro deseo           | Danna                     | Netflix       | [ 5 ]             |
| 2022      | Rutas de la vida       | Sabrina                   | Azteca 7      | [ 6 ]             |

### Cine
| Año  | Título     | Rol     | Notas        | Ref.        |
| ---- | ---------- | ------- | ------------ | ----------- |
| 2018 | Pusilánime | Daniela | Cortometraje | [ 2 ] [ 3 ] |